# Lista de obras de Ricardo Piglia
Lista de obras de autoria, ou sobre a vida, ou sobre as próprias obras do escritor argentino Ricardo Piglia. 

## Obras
- Dinheiro queimado, Formas breves e El último lector foram publicados no Brasil pela Companhia das Letras. Os demais romances, livros de contos e novelas foram editados pela Iluminuras, que também compilou alguns de seus ensaios sob o título O Laboratório do escritor.

### Ficção
- Cuentos con dos rostros, selección y entrevista de Marco Antonio Campos, Serie Rayuela Internacional, México, UNAM, 1992.
- La ciudad ausente, Buenos Aires, Seix Barral/Biblioteca Breve, 1995.
- Nombre falso, relatos, 2ª ed., Buenos Aires, Seix Barral/Biblioteca Breve, 1997.
- Plata quemada, novela, 12ª ed., Buenos Aires, Editorial Planeta, 2000.
- Prisión perpetua, Buenos Aires, Seix Barral/Biblioteca Breve, 1998.
- Respiración artificial, 2ª ed., Buenos Aires, Seix Barral/Biblioteca Breve, 2003.

### Ensaios
- “As três forças da ficção”, Idéias/Ensaios, Jornal do Brasil, Rio de Janeiro, ano I, nº 61, 02/09/1990, pp. 4-6.
- “Borges: a arte de narrar”, trad. Josely Vianna Baptista, in SCHWARTZ, J. (org.) Borges no Brasil, São Paulo, Editora da Unesp, Imprensa Oficial do Estado, 2001.
- “Clase media: cuerpo y destino (una lectura de La traición de Rita Hayworth de Manuel Puig), in LAFFORGUE, J. (comp.) Nueva novela latinoamericana 2, Buenos Aires, Editorial Paidós, 1972, pp. 350-362.
- Crítica y ficción, Buenos Aires, Editorial Planeta, 2000.
- El último lector, Buenos Aires, Editorial Anagrama, 2005.
- “Ernesto Guevara, el último lector”, Políticas de la memoria, nº 4, verano 2003/2004, pp. 13-32.
- “¿Existe la novela argentina?”, intervención en el debate “Sobre la novela argentina”, Primer encuentro de literatura y crítica, UNL-Argentina, 1986.
- “Ficción y política en la literatura argentina”, intervención en el Congreso sobre cultura y democracia en la Argentina, Universidad de Yale, abril 1987.
- “Ficção e teoria: o escritor enquanto crítico”, aula inaugural de pós-graduação em Literatura da UFSC, ministrada em 13/08/1990, trad. Raúl Antelo, Travessia, revista de literatura, nº 33, UFSC, Ilha de Santa Catarina, agosto-dezembro 1996, pp. 45-55.
- Formas breves, 2ª ed., Barcelona, Editorial Anagrama, 2001.
- “Homenaje a Julio Cortázar”, Casa de las Américas, La Habana, año XXXVI, nº 200, julio-septiembre 1995, pp. 97-102.
- “Ideología y ficción en Borges”, in BARRENECHEA, A. M. & otros. Borges y la crítica, Buenos Aires, Centro Editor de América Latina, 1981, pp. 87-95.
- “La prolijidad de lo real”, Punto de vista, Buenos Aires, año I, nº 3, 1978, pp. 26-28.
- “Memoria y tradición”, in Literatura e memória cultural – Anais do 2º Congresso ABRALIC, vol. I, Belo Horizonte, 1991, pp. 60-66.
- “Notas sobre Facundo”, Punto de vista, Buenos Aires, año III, nº 8, marzo-junio 1980, pp. 15-18.
- “O Melodrama do inconsciente”, Caderno Mais!, Folha de S. Paulo, 21/06/1998.
- “Pequeño proyecto de una ciudad futura”, in RODRÍGUEZ PÉRSICO, A. (comp.) Ricardo Piglia: una poética sin límites, Serie Antonio Cornejo Polar, Instituto Internacional de Literatura Iberoamericana, Universidad de Pittsburgh, 2004.
- “Roberto Arlt: la ficción del dinero”, Hispamerica, Gaithersburg, U.S.A., año III, nº 7, 1974, pp. 25-28.
- “Roberto Arlt, una crítica de la economía literaria”, in MANCINI, A. & otros. Ficciones argentinas, antología de lecturas críticas, Buenos Aires, Grupo Editorial Norma, 2004, pp. 53-71.
- Tres propuestas para el próximo milenio (y cinco dificultades), Buenos Aires, Fondo de Cultura Económica, 2001.
- “Una propuesta para el nuevo milenio”, Margens/Márgenes, caderno de cultura, nº 2, outubro 2001, pp. 1-10.

### Entrevistas e diálogos
- & BOLAÑO, Roberto. “Histórias extraordinárias” [diálogo], trad. Sergio Molina, Caderno Mais!, Folha de S. Paulo, 12/09/2004, pp. 4-7 [publicado originalmente em El País, 03/03/2001].
- & SAER, Juan José. "Diálogo", in DELGADO, S. (org.), Ricardo Piglia/Juan José Saer – Diálogo, Santa Fe, Centro de Publicaciones Universidad Nacional del Litoral, 1995.
- “Charla con Ricardo Piglia sobre su nueva novela, El último lector” con Silvina Friera, Cultura, Página 12, Buenos Aires, 24/06/2005.
- “El pequeño Borges”, con Pablo Chacón, La Nación, 19/06/2005.
- “Encuentro exclusivo, Piglia y Saer”, concedida a Silvia Hopenhayn, El Cronista Cultural, 05/04/1993, tapa y pp. 2-3.
- “Entrevista a Ricardo Piglia”, concedida a Reina Roffé, Cuadernos hispanoamericanos, Madrid, nº 607, enero 2001, pp. 97-111.
- “Entrevista” concedida a Graciela Speranza, Primera persona, conversaciones con quince narradores argentinos, Buenos Aires, Norma, 1995, pp. 115-132.
- “Entrevista – Ricardo Piglia”, concedida a Marithelma Costa, Hispamerica, Gaithersburg, U.S.A., año XV, nº 44, 1986, pp. 39-54.
- “Entrevista com Ricardo Piglia”, concedida a Maria Antonieta Pereira, agosto 1998, in PEREIRA, M. A. & SANTOS, L. A. B., Palavras ao Sul, seis escritores latino-americanos contemporâneos, Belo Horizonte, Autêntica; Faculdade de Letras da UFMG, 1999, pp. 59-65.
- “Entrevista concedida por Ricardo Piglia a Jorge Wolff em 13/08/1990”, Travessia, revista de literatura, nº 33, UFSC, Ilha de Santa Catarina, agosto-dezembro 1996, pp. 55-59.
- “Entrevista – Ricardo Piglia”, concedida a Martha Batalha, Cult, revista brasileira de literatura, ano II, nº 14, setembro de 1998, pp. 4-7.
- “Escritor mostra seu laboratório ao leitor”, concedida a Carlos Graieb, Cultura, O Estado de S. Paulo, ano XIV, nº 723, 09/07/1994, p. Q1.
- “Escritor perseguido por personaje”, concedida a Rosa Beltrán, 'La Jornada Semanal, 16/04/2000, on-line.
- “La literatura siempre se está preguntando por su esencia”, concedida a Carlos Alfieri, “Dialogos”, Página 12, 06/03/2006.
- “Las tramas secretas de Ricardo Piglia”, concedida a Graciela Scheines, Casa de las Américas, La Habana, nº 222, enero-marzo 2001, pp. 128-133.
- “Letras Mestiças”, concedida a Mauricio Montiel Figueiras, trad. Sergio Molina, Caderno Mais!, Folha de S. Paulo, 15/06/2003, pp. 4-7.
- “Narrativa argentina: la poética del divismo”, entrevista concedida a Jorge Aulicino y Vicente Muleiro, Revista de Cultura Ñ, suplemento de Clarín, nº 59, año II, 13/11/2004, pp. 40-43.
- “Nem verdadeiro nem falso”, concedida a Bella Josef, Cultura, O Estado de S. Paulo, ano VII, nº 527, 08/09/1990, p. 7.
- “Piglia de cara com o Aleph”, Ilustrada, Folha de S. Paulo, 27/12/2003.
- “Piglia discute relação entre literatura e verdade”, concedida a Marco Chiaretti, Letras, Folha de S. Paulo, 11/08/1990, p. F3.
- “Piglia recria tragédia policial em Plata quemada”, concedida a José Geraldo Couto, Ilustrada, Folha de S. Paulo, 28/03/1998.
- “Ricardo Piglia, ‘el plagio es la forma más ingenua de admiración literaria’”, concedida a Alvaro Matus, revista Qué Pasa, Chile, 17/04/2003.
- [“Ricardo Piglia habla de La sonámbula”], edición Nacho Luppi.
- “Sobre falsificações e outras histórias”, concedida a Héctor Alimonda, Novos Estudos, CEBRAP, nº 23, São Paulo, março 1989, pp. 128-137.
- “Testimonios de cuatro testigos clave: Jorge Luis Borges, Jaime Rest, Ricardo Piglia y Rubén Tizziani”, in LAFFORGUE, J. & RIVERA, J. B. Asesinos de papel, ensayos sobre narrativa policial, Buenos Aires, Colihue, 1996, pp. 47-56.
- “Todas as vozes de Ricardo Piglia”, concedida a Violeta Weinschelbaum, Bravo!, março 1999, ano II, nº 18, pp. 28-31.
- “Tratei minha história como batalha”, Ilustrada, Folha de S. Paulo, 28/03/1998.

### Editor
- Diccionario de la novela de Macedonio Fernández, São Paulo, Fondo de Cultura Económica, 2000.

### Entrevistador
- “Onetti por Onetti (reportaje de Ricardo Piglia)”, in ONETTI, J. C. La novia robada, 7ª ed., Mexico, Siglo XXI, 1989, pp. 7-13 [entrevista de 1970].
- “Hoy es imposible en la Argentina hacer literatura desvinculada de la política. Reportaje de Ricardo Piglia a Rodolfo Wash”, marzo 1970, Especiales, Página 12, Buenos Aires, 31/01/2006 [também publicada em WALSH, R. Un oscuro día de la justicia, Buenos Aires, Siglo Veintiuno, 1973, pp. 9-29].